# Венера Калліпіга
Вене́ра Калліпі́га, а також Афроді́та Калліпі́га (грец. Ἀφροδίτη Καλλίπυγος, лат. Venus Callipyge, італ. Venere Callipigia, Afrodite Callipigia) — давньоримська мармурова статуя, датована кінцем І ст. до н. е., копія втраченого давньогрецького оригіналу бл. 300 р. до н. е. (можливо, бронзового). Назва статуї походить від слів καλός («гарний», «красний») та πυγή («сідниці», «гузка»), буквально означаючи «Гарнозада». Зображає момент оголення нижньої частини тіла, так званої «анасирми» (грец. ἀνάσυρμα). Молода жінка підіймає легкий пеплос, відкриваючи погляду стегна і сідниці і дивиться на них через плече, певно, оцінюючи їх. Після знахідки статую ідентифікували як зображення богині кохання Венери (Афродіти), проте, не виключено, що статуя зображує смертну жінку. Наразі є експонатом Національного археологічного музею у Неаполі.

## Історія
Статуя була знайдена у Римі приблизно у XVI ст. Іноді вказують, що місцем знахідки був «Золотий будинок» Нерона, проте це малоймовірно: судячи з усього, там не було витворів такої якості, як «Калліпіга».
Венера Калліпіга вважається римською копією (або наслідуванням), зробленою у І ст. до н. е. за втраченим давньогрецьким оригіналом, можливо, виконаним у бронзі. Оригінал, ймовірно, був створений близько 300 року до н. е., якраз на початку доби Еллінізму. Автор копії і її походження невідомі.
У знайденої статуї була відсутня голова, її реконструювали у XVI столітті. Реставратор вирішив спрямувати погляд жінки через плече, на її сідниці, що надало статуї її характерну позу і спричинило пізніший зв'язок фігури з оповіданням Афінея про Калліпігу. «Венеру» придбала родина Фарнезе, помістивши її у свій палац (Палаццо Фарнезе) 1594 року. На початку XVII ст. місцезнаходженням «Калліпіги» була «Зала Філософів» (італ. Sala dei Filosophi), де вона стояла в оточенні фігур вісімнадцяти античних мислителів. У 1731 році майно родини Фарнезе успадкував син іспанського короля й Ізабели Фарнезе, майбутній король Карл III. Він перевіз частину мармурів, серед інших «Венеру», до маєтку Вілла Фарнезіна.
У 1786 році Бурбони вирішили перевезти «Калліпігу» до Неаполя разом з рештою зібрання Фарнезе. Статуя була наново відреставрована відомим скульптором Карло Альбачіні. Відповідно канонам того часу він зробив їй нову голову, руки і одну з ніг, залишивши характерну позу з поглядом через плече. На 1792 рік «Венера» знаходилася у музеї Каподімонте у Неаполі, на 1802 — у «Музеї Просвіти» (італ. Museo degli Studi), у теперішній час перебуває у Національному Археологічному музеї.

## Міфологія

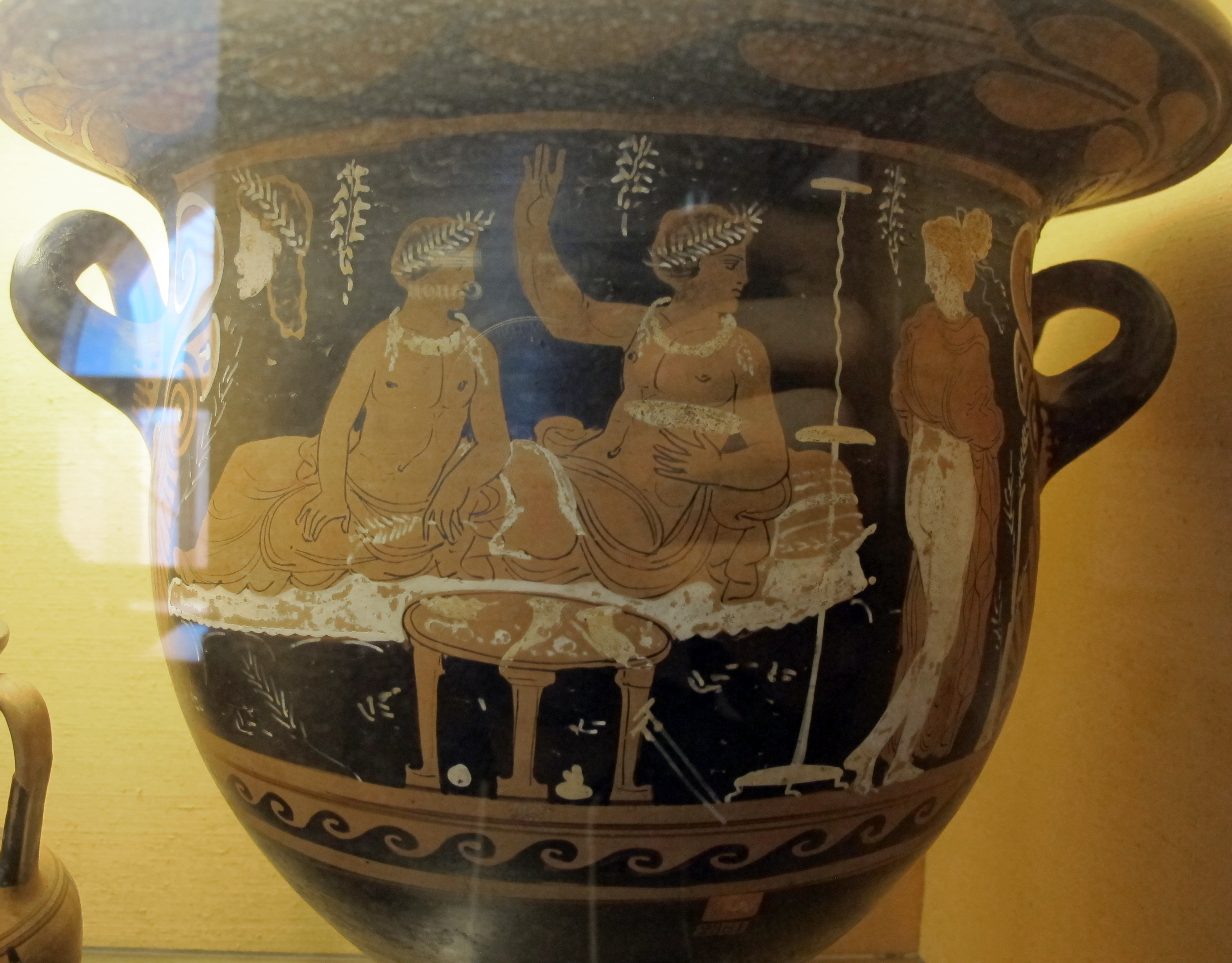
Танцівниця на бенкеті оголяє сідниці. Розпис кратера, бл. 350—300 р.р. до н. е.

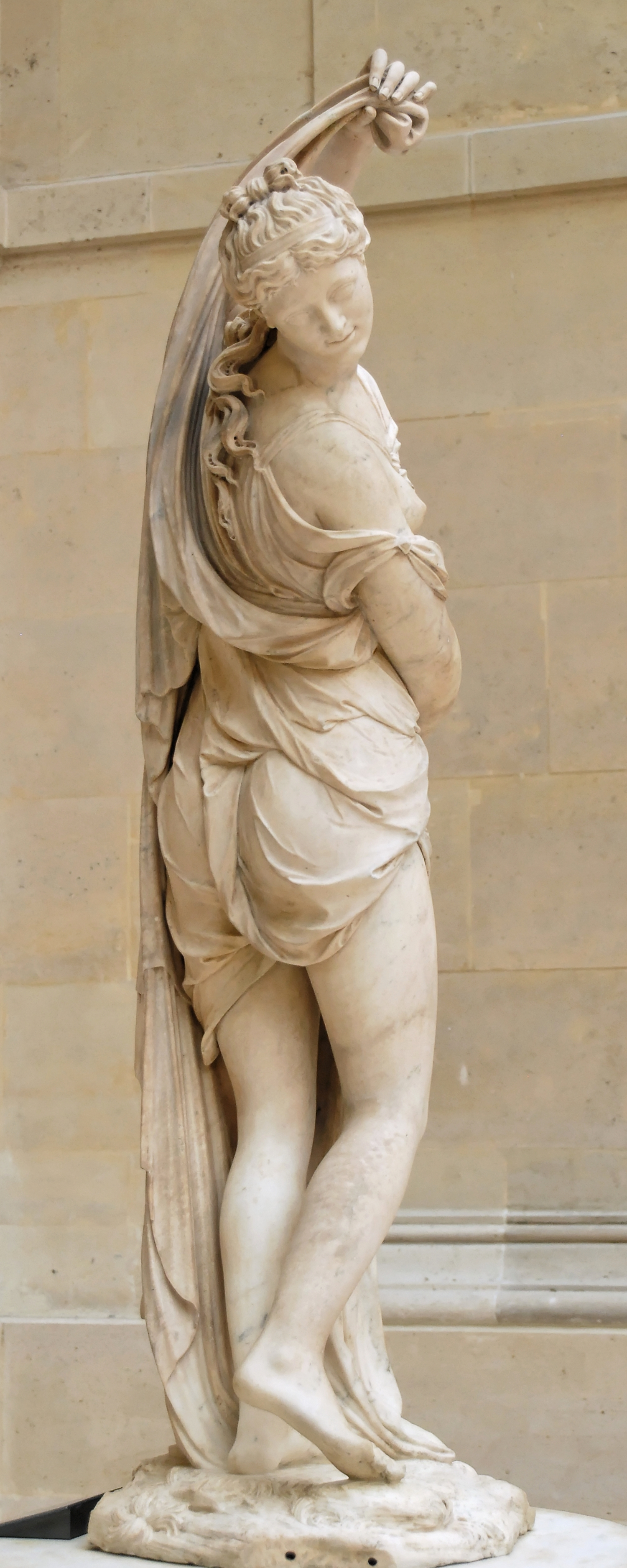
Копія Ф. Баруа і Ж. Тьєррі, Лувр

Творче рішення реставратора дало хід подальшим міфологічним тлумаченням зображеної фігури. Неминуче спрямовуючи погляд глядача на сідниці, вона має увиразнений еротичний характер. На думку класицистів Мері Берд і Дж. Г. В. Гендерсона, реставратор «створив шедевр зі знайденого фрагменту».
Поза відреставрованої статуї змусила згадати стародавню історію, записану Афінеєм у «Дейпнософістах», яка повідомляє про заснування храму Афродіти Калліпіги у Сіракузах. Згідно з Афінеєм, дві вродливі сестри, що жили поблизу Сіракуз, сперечалися про те, яка з них має гарніші сідниці. Вони запросили одного молодого мандрівника (який виявився сином багатиря) розсудити їх. Сестри показали свої принади молодику, який віддав перемогу старшій. Вражений її вродою і закохавшись у неї, юнак захворів. Дізнавшись про подію, його молодший брат вирушив до сестер, після чого закохався у свою чергу, у молодшу. Батько братів мусив дозволити їм одружитись зі своїми обраницями. Сіракузяни прозвали сестер Καλλίπυγοι («Гарнозадими») і вони збудували на своє несподіване багатство новий храм Афродіті, теж названій з цієї нагоди «Калліпігою».
Існують інші джерела, що свідчать про культ Афродіти Калліпіги у Сіракузах. Християнський автор Климент Александрійський включив згадку про неї до свого списку еротичних проявлень язичництва. У XVI ст. оповідання Афінея переказує у своїй збірці Le Imagini («О́брази») італійський поет Вінченцо Картарі.
У XVII—XVIII століттях сучасники описували статую як богиню, припускаючи, що вона могла належати храму у Сіракузах. Інші вважали її зображенням Венери, яка виходить з води після купання. Треті пов'язували її з однією з сестер з оповідання Афінея. У цьому випадку вона була відома як «Красуня-переможниця» (фр. La Belle Victorieuse) або «Грецька пастушка» (фр. La Bergère Grecque).

## Сучасні копії
У Версалі знаходиться мармурова копія «Калліпіги», виконана 1686 року Жаном-Жаком Клеріоном. Іншу копію зробив французький скульптор Франсуа Баруа під час перебування у Французькій Академії у Римі, у 1683-86 роках. Її спочатку відправили до Версалю, потім, у 1695 — до Марлі-ле-Руа, у палац Марлі, який належав Людовику XIV. Там королівський скульптор Жан Тьєррі додав до статуї мармурове драпування, щоб не надто зневажати публічного смаку. Одягнута «Калліпіга» залишалася у Марлі до Революції, після була відправлена до саду Тюїльрі, де прикрашала фасад палацу. Від 1874 року знаходиться у Луврі (крило Рішельє, «Двір Марлі»).
Ще одна копія була зроблена у Римі П'єром де Лесташем у 1722–23 рр. на замовлення короля Речі Посполитої і курфюста Саксонії Августа Сильного. Статуя призначалася для міського парку Гросер Гартен у Дрездені. Знищена у 1945 році, під час бомбардування міста союзниками.

## Інше

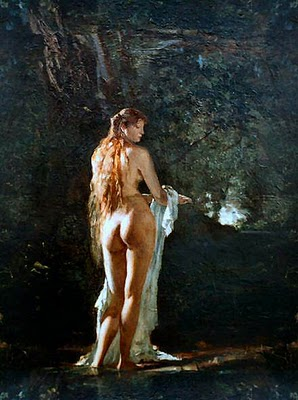
Поль Мерварт Купальниця (Калліпіга з довгим волоссям)

- Образ прекрасної Калліпіги повернув собі популярність у XX ст. завдяки пісні французького поета й пісняра Жоржа Брассанса Vénus Callipyge[14], яка скидається на наслідування римованої «Казки, вибраної з Афінея» (Conte Tiré d'Athénée) Жана де Лафонтена (видана посмертно, у розділі так званих «розпусних казок»)[15]. Поезія Лафонтена прямо вказує на гарні сідниці: «Dessous le nom de Vénus belle-fesse / Je ne sais pas à quelle intention; / Mais c'eût été le temple de la Grèce / Pour qui j'eusse eu plus de dévotion» («Під ім'ям Венери Гарнозадої / З наміром яким, не знаю, / Але був у Греції храм / На честь того, що я більш за все шанував»).
- Картина французького художника Поля Мерварта «Купальниця» у деяких джерелах описується як «Венера Калліпіга з довгим волоссям» (фр. Venus callipyge et cheveux longs, англ. Venus Callipyge with long hair)[16][17].

## Цікаві факти
- На попереку у деяких людей помітні дві заглибини, розташовані в області крижово-клубових суглобів. Наявність цих ямок на жіночому тілі здавна вважають ознакою вроди і часто звуть «ямочками Венери».
- Існує легенда, що папа Олександр VI, сумнозвісний своєю розпусністю, розпорядився вставити смарагд зі зображенням Калліпіги у хрест, яким він благословляв народ під час служб[18][19]. Згідно іншій легенді, папа Боніфацій VIII мав перстень зі смарагдом, який він міг подовгу роздивлятися. Після смерті папи у смарагді виявили зображення Калліпіги[19]. Офіційних документів, які б підтверджували ці легенди, не знайдено.

## Галерея

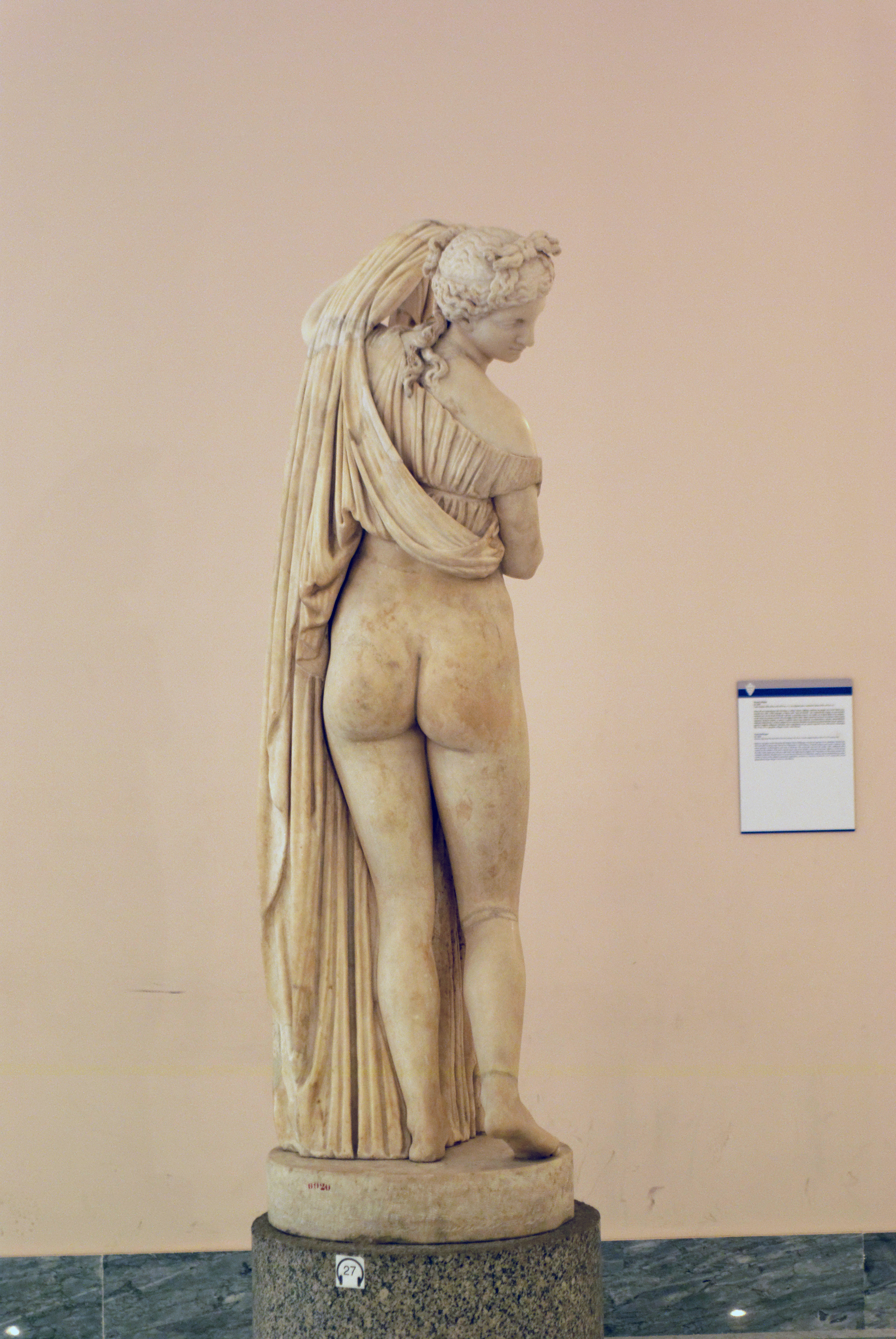
Калліпіга у музею Неаполя
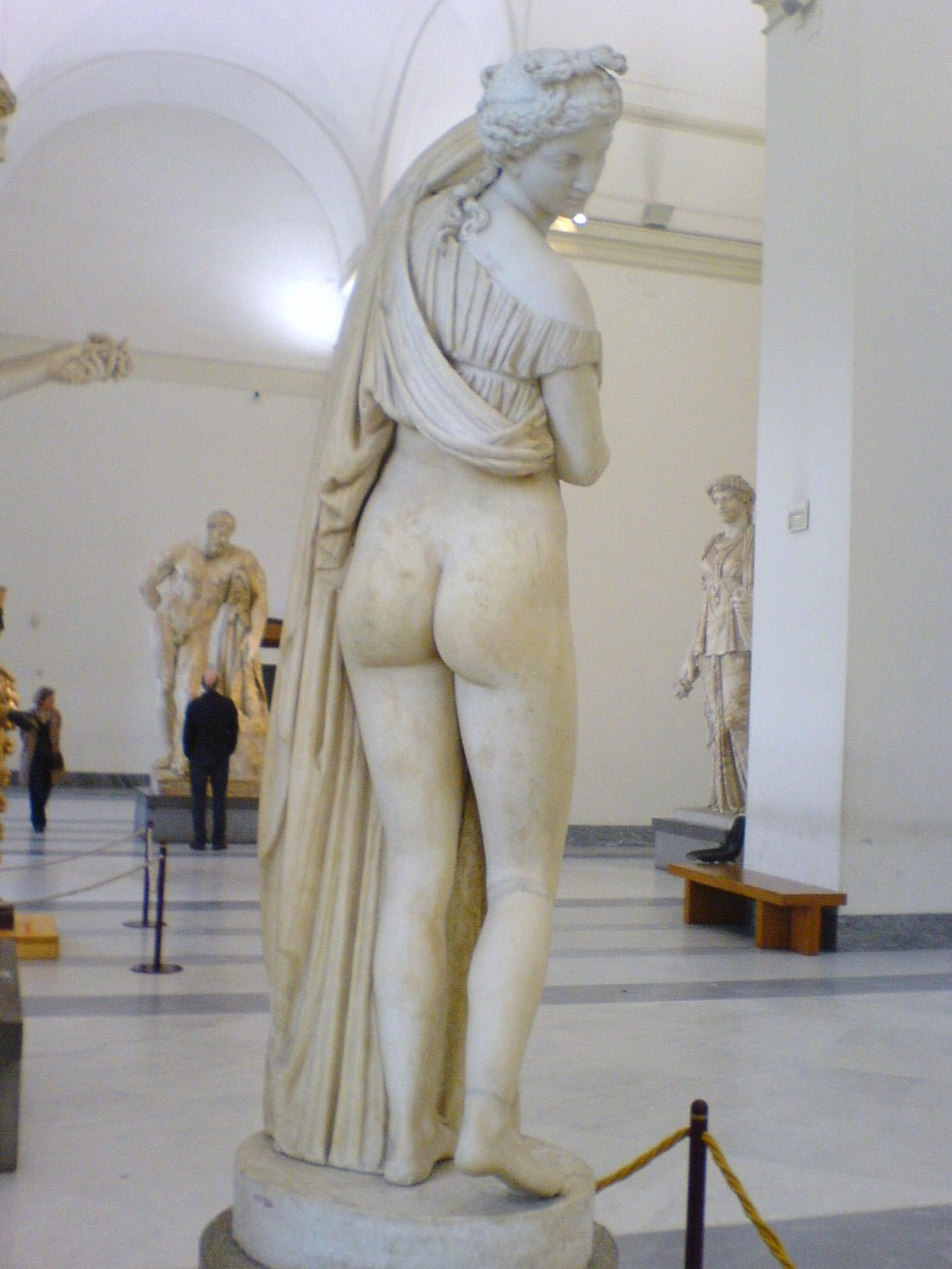
Калліпіга у музею Неаполя
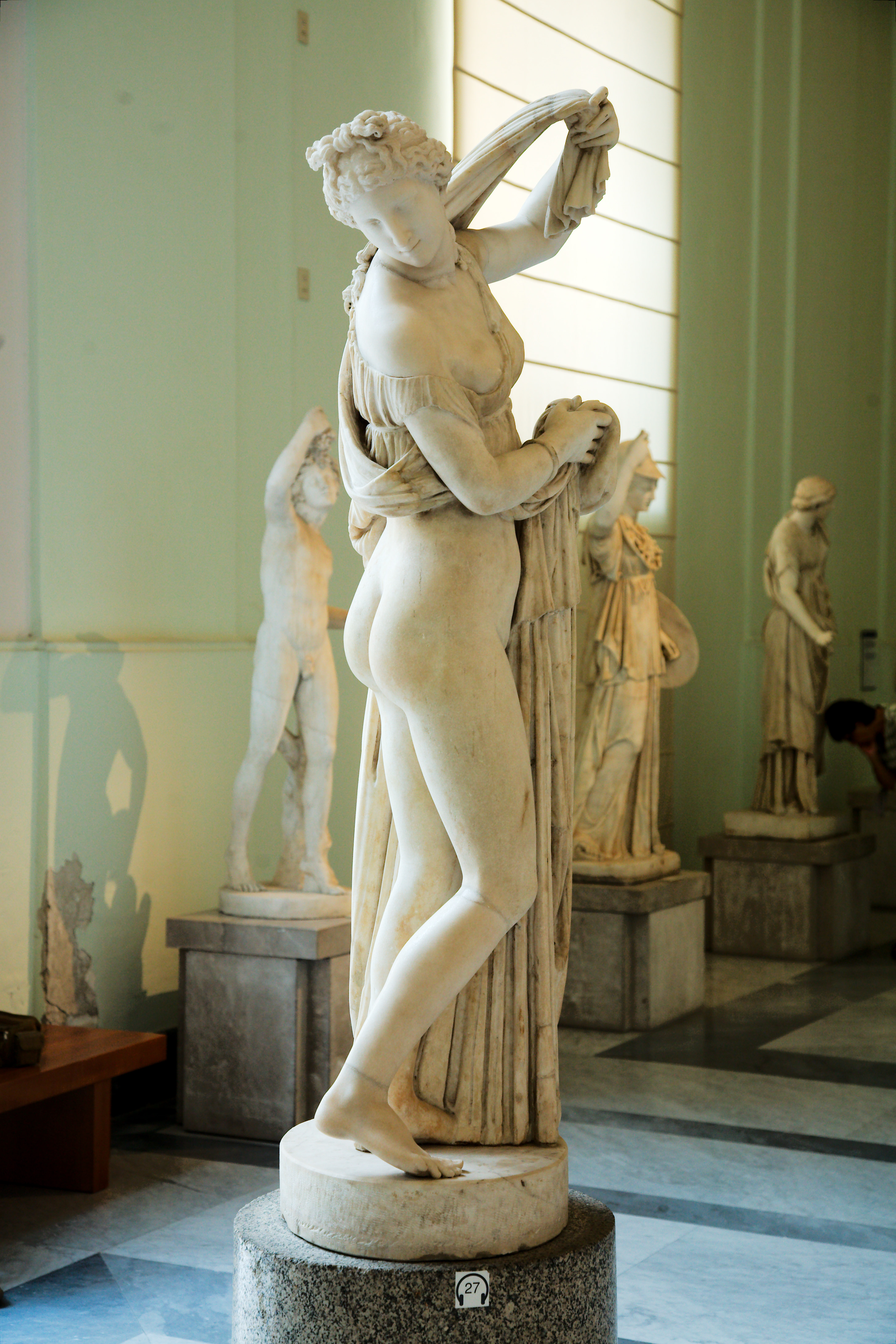
Вигляд справа
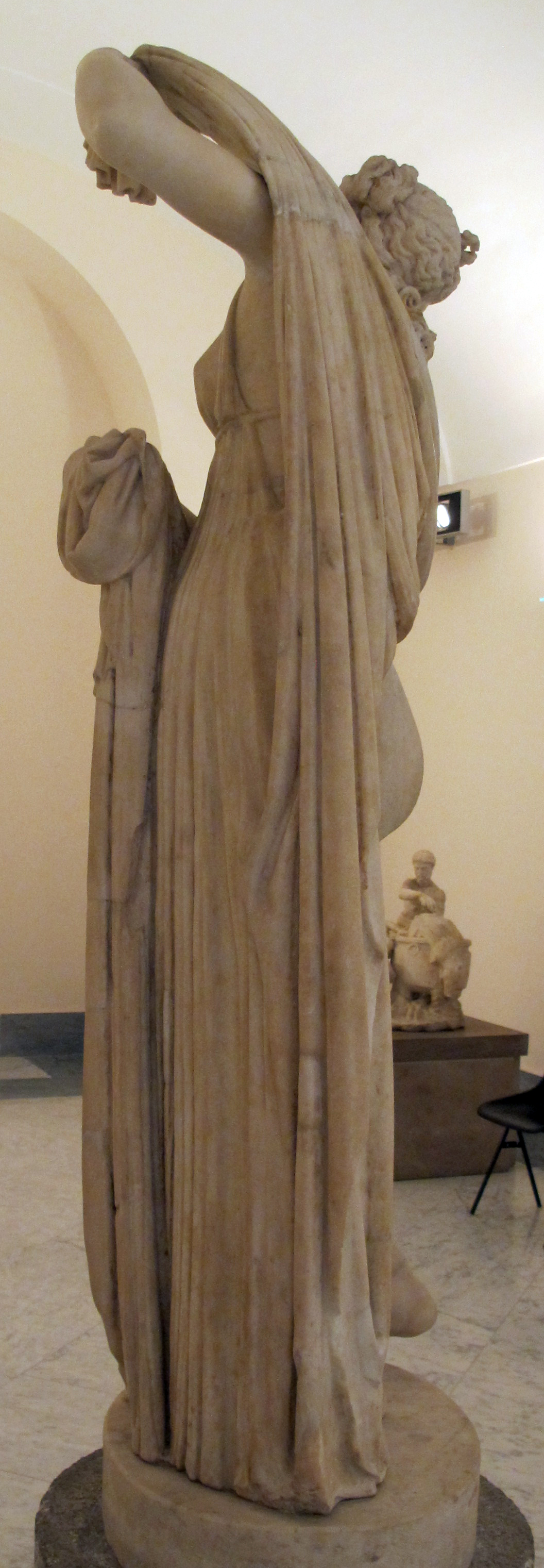
Вигляд зліва
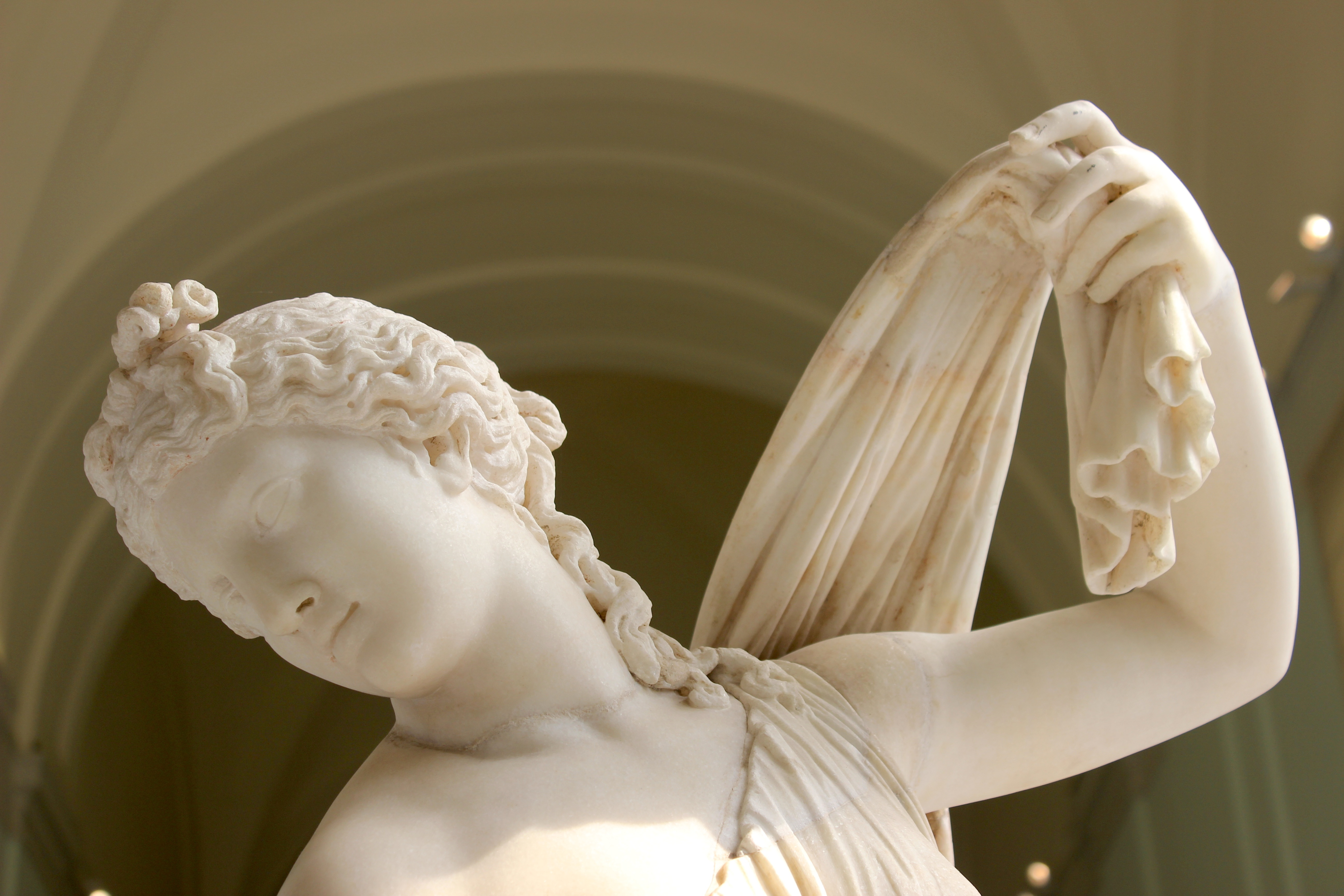
Голова Калліпіги
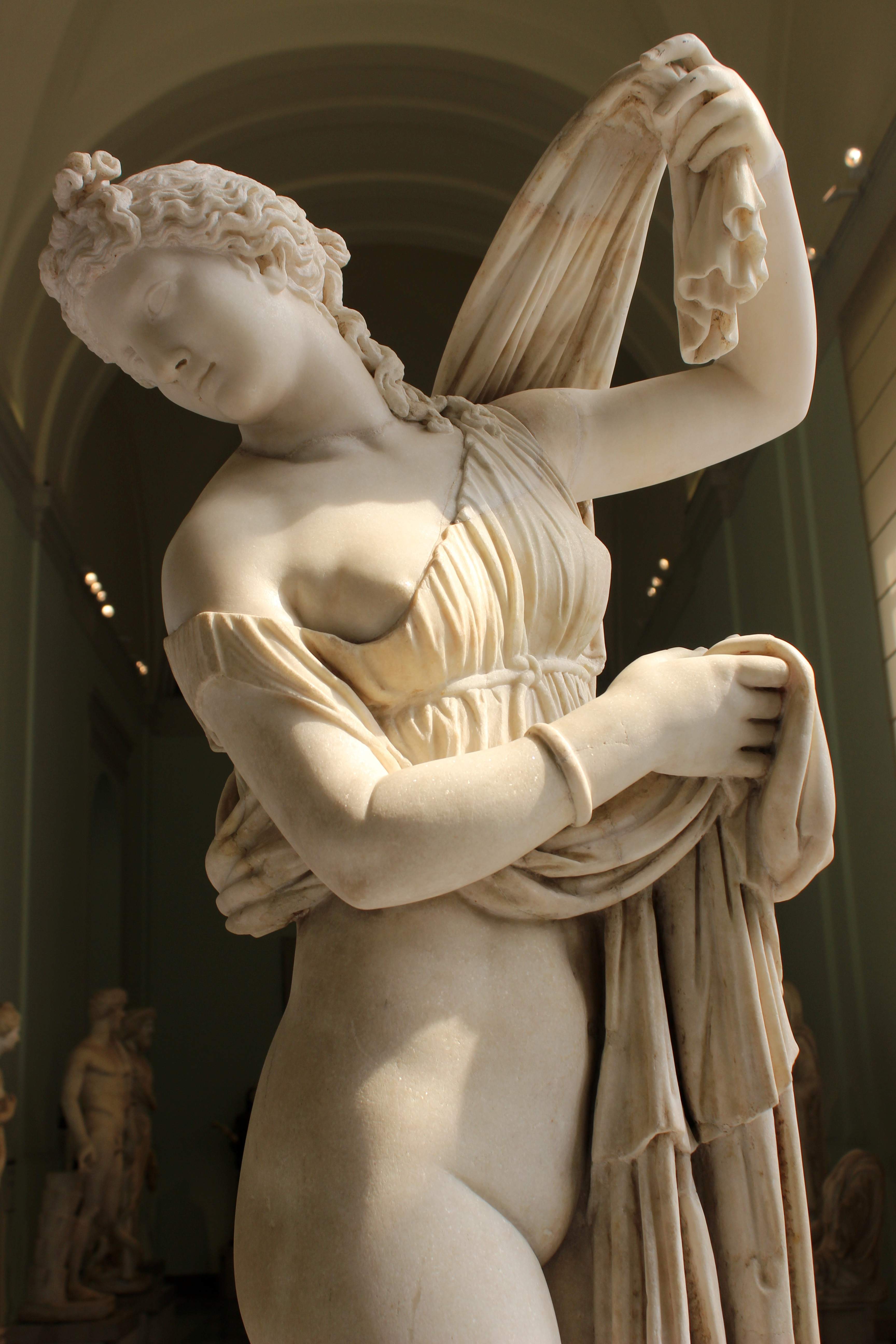
Торс
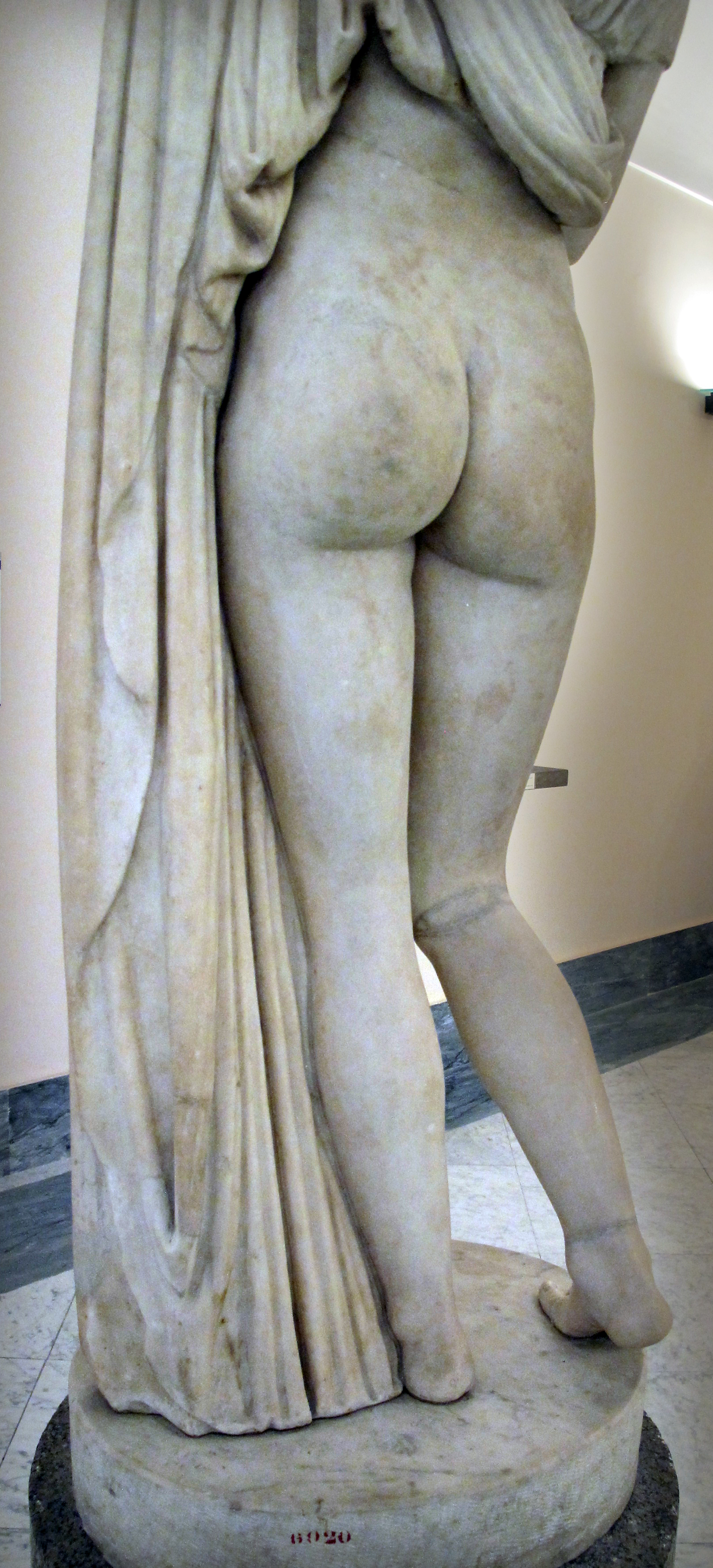
Сідниці
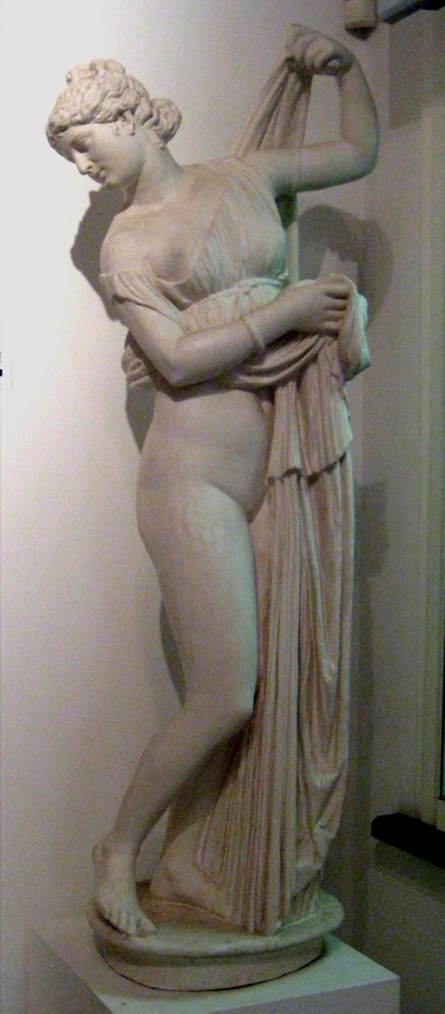
Копія у Пушкінському музею
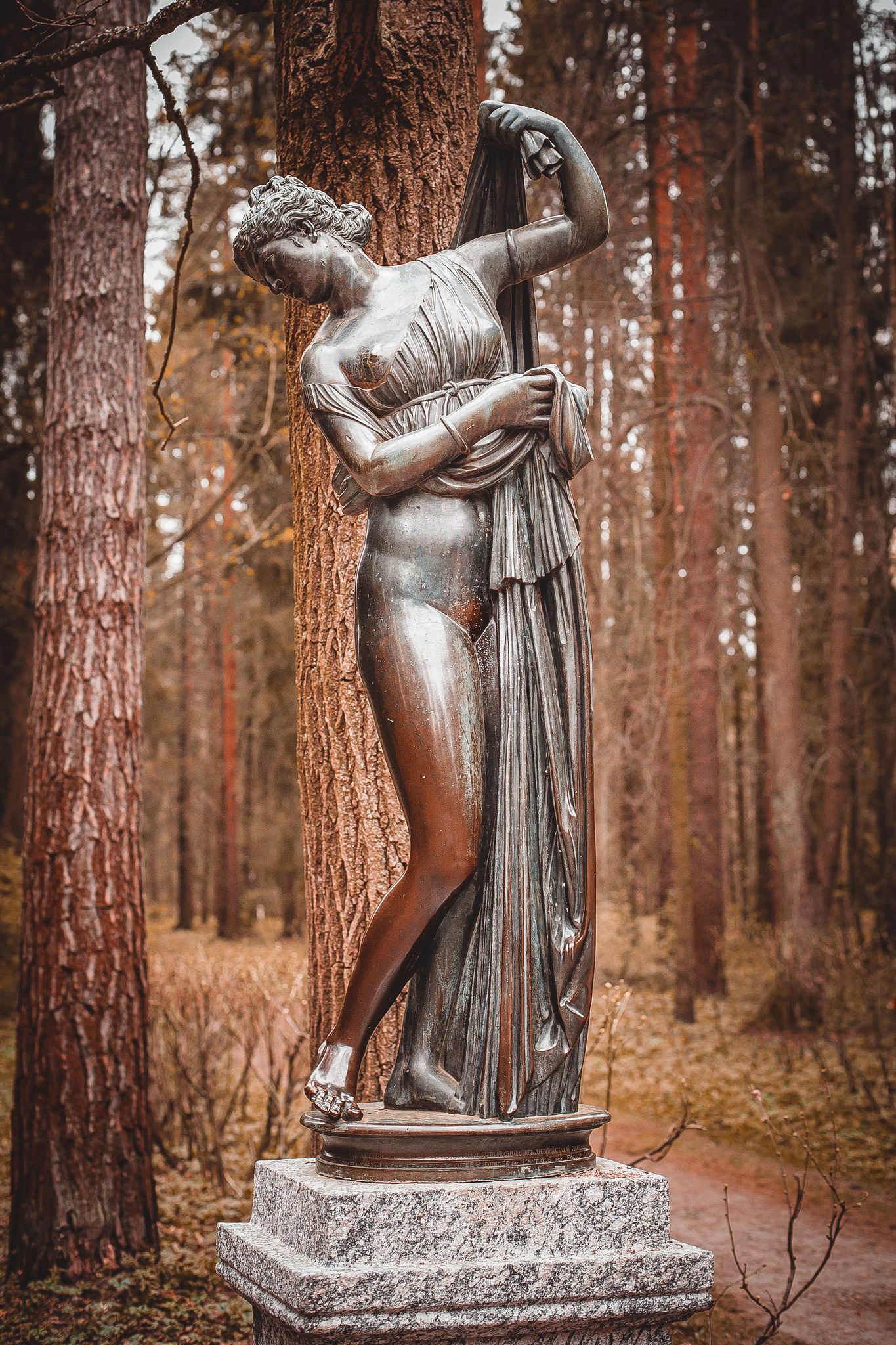
Копія у парку Павловська у районі «Старої Сільвії»
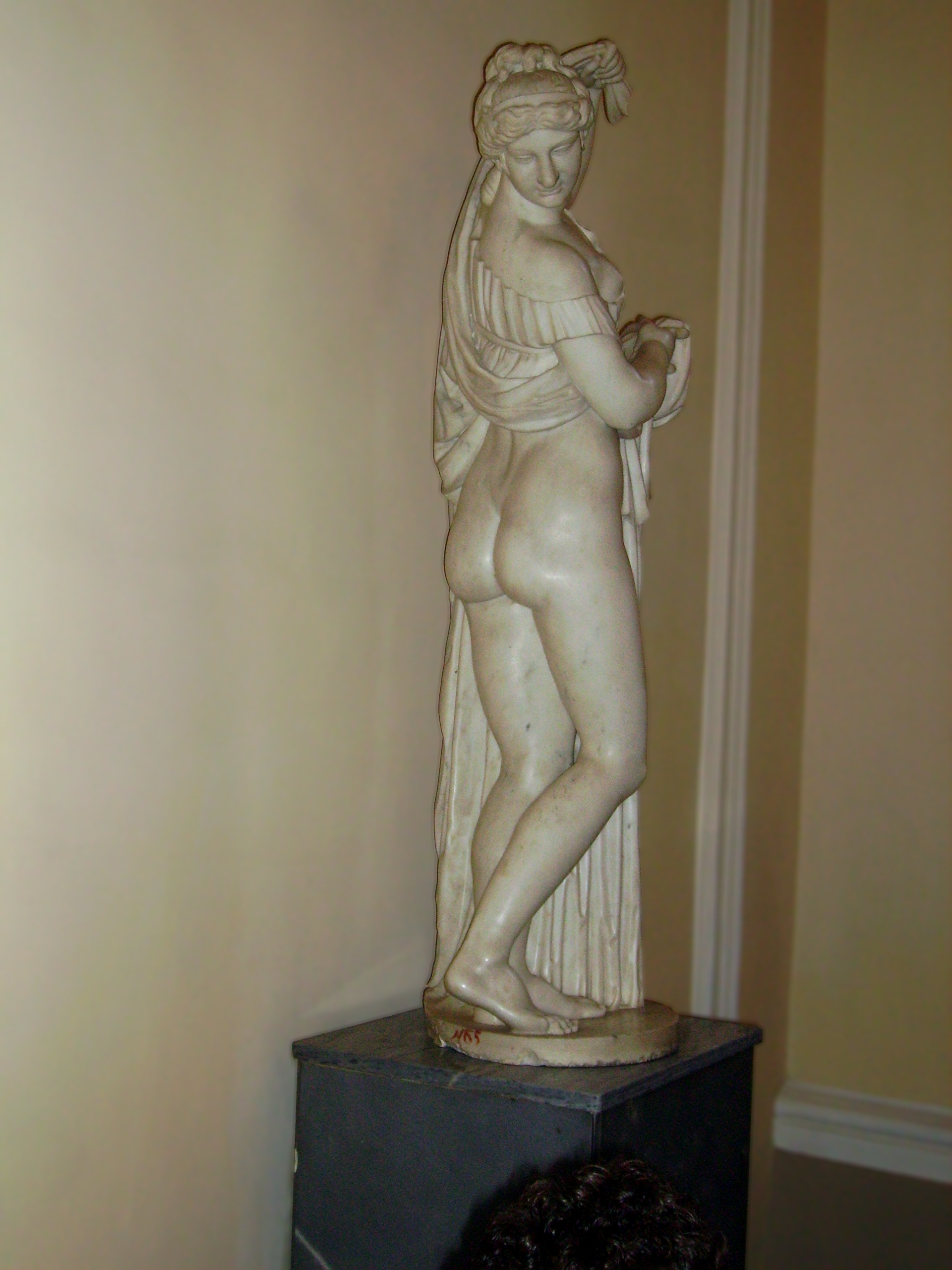
Копія в Ермітажі
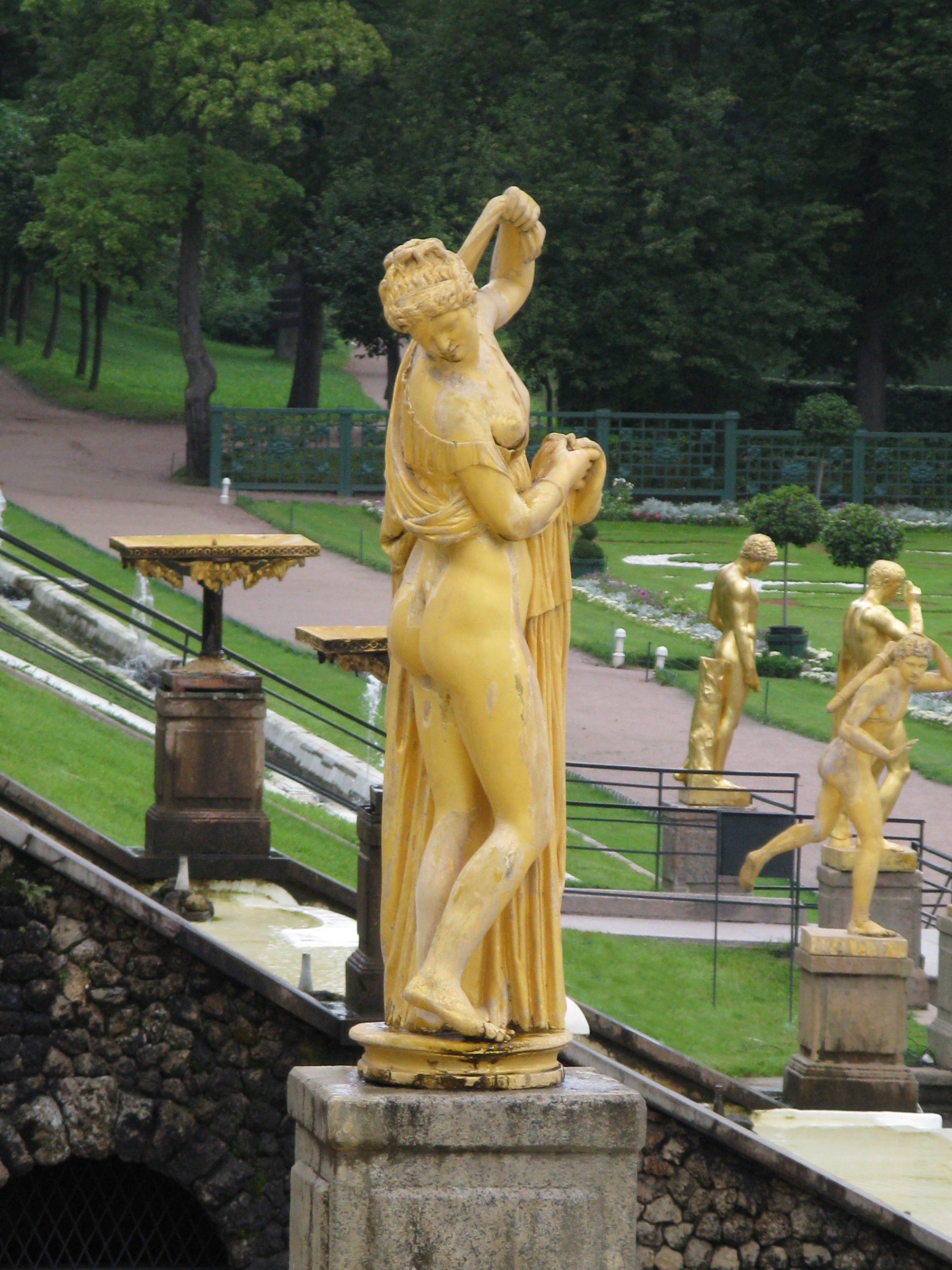
Копія на «Великому Каскаді» Петергофу
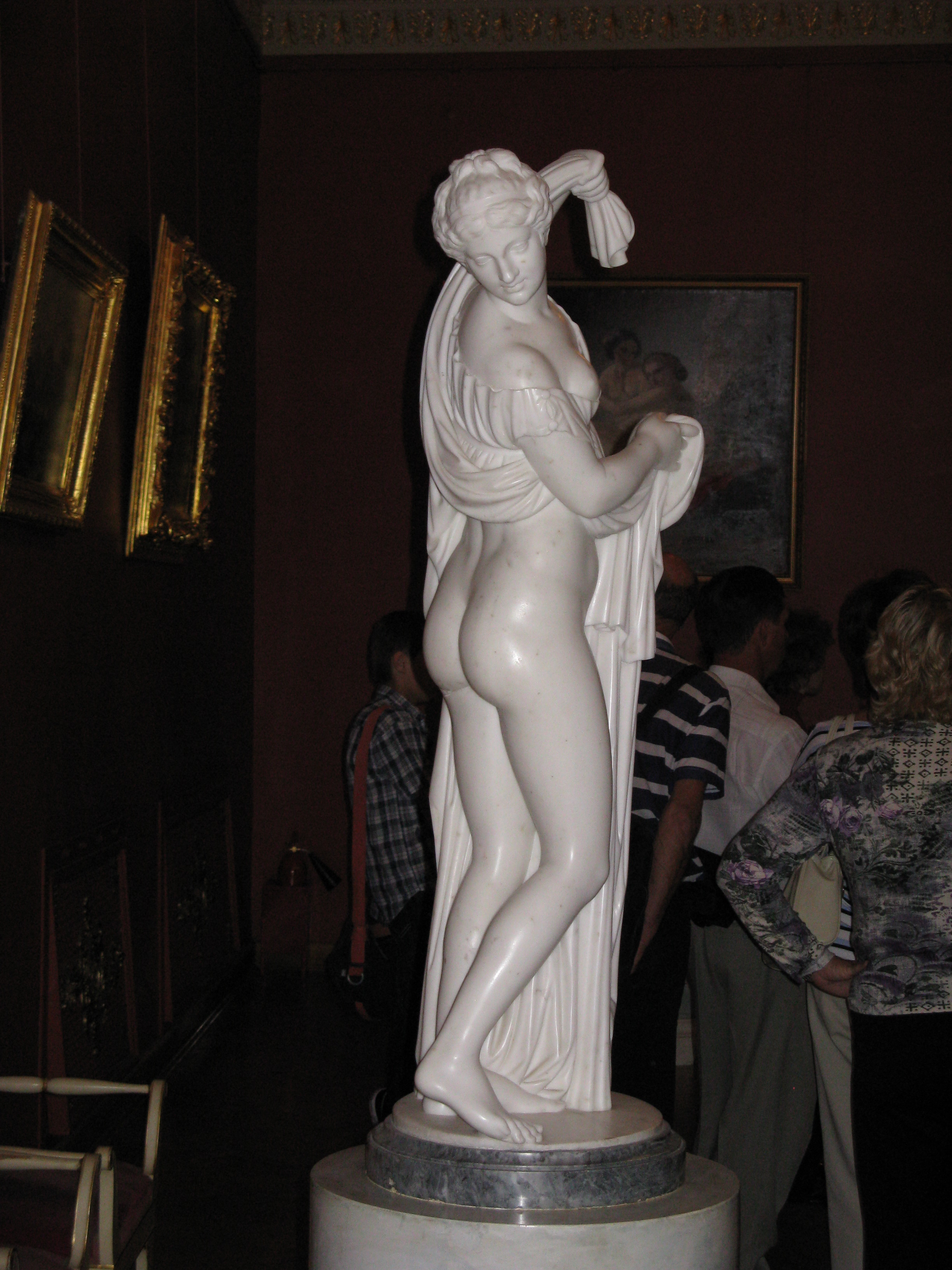
Копія у Юсуповському палацу на Мойці
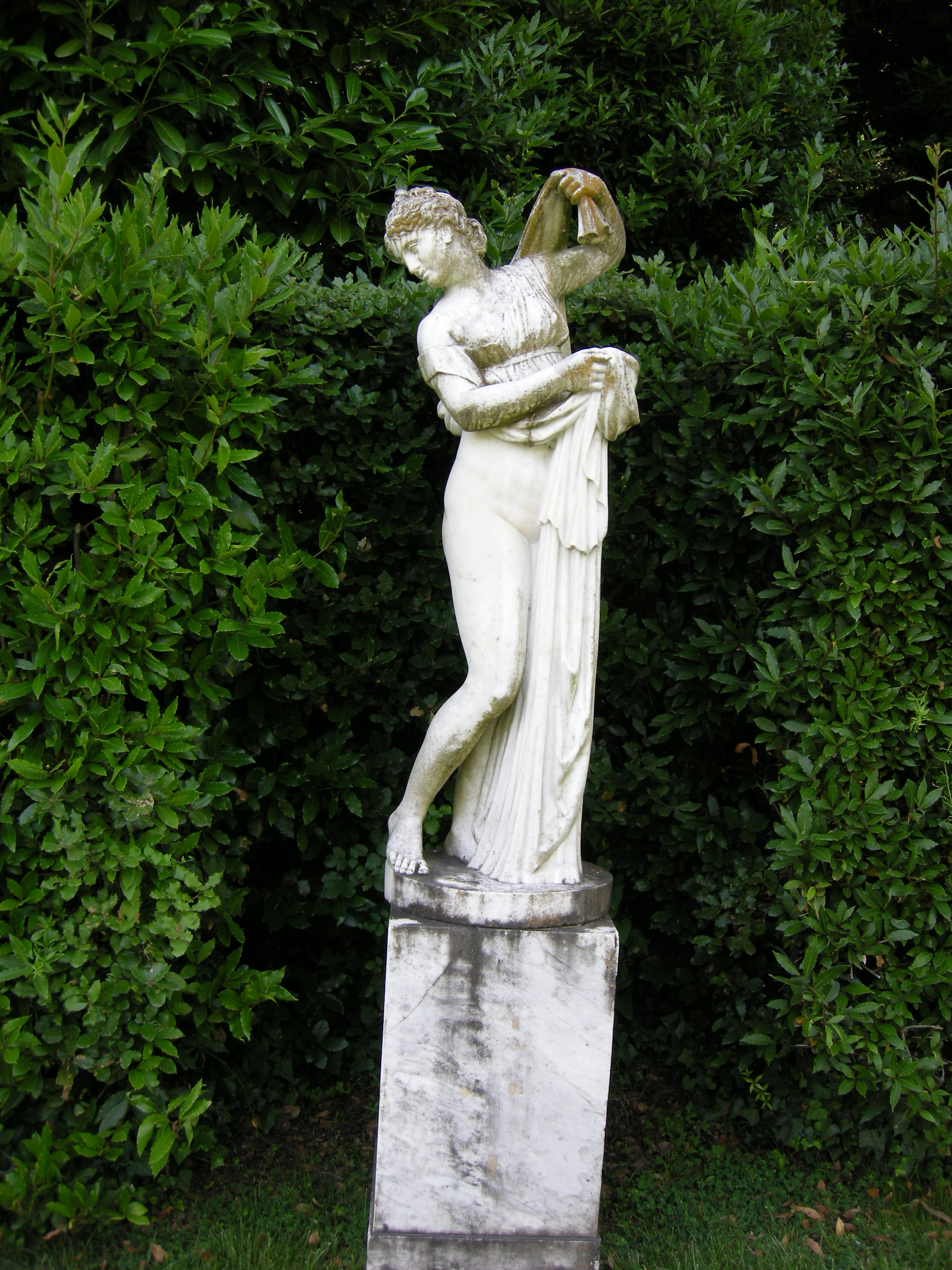
Копія на «Вілла реале ді Марлія»
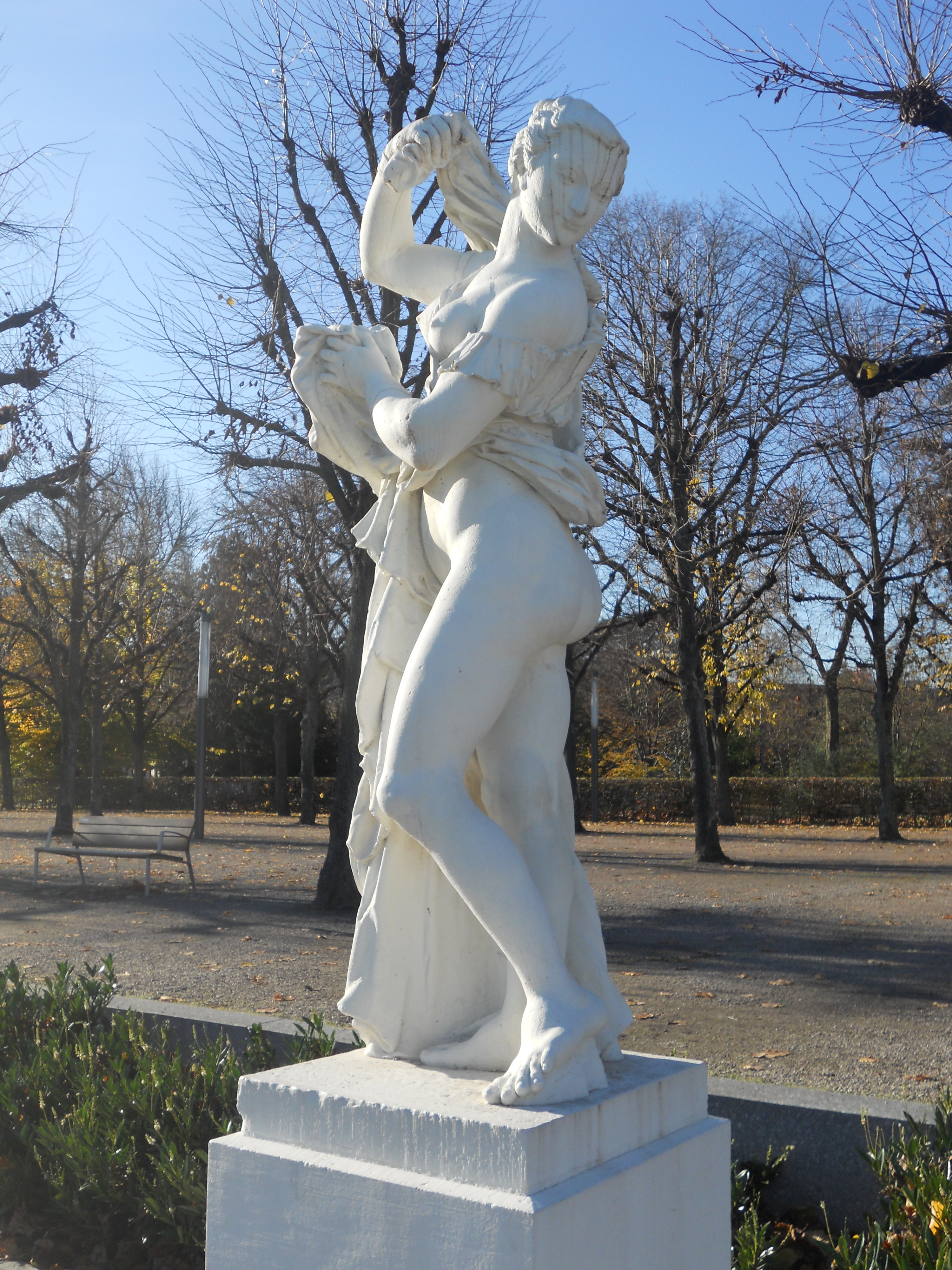
Копія на площі перед палацом Карлсруе